# Lexington (North Carolina)
Lexington is een plaats (city) in de Amerikaanse staat North Carolina, en valt bestuurlijk gezien onder Davidson County.

## Demografie
Bij de volkstelling in 2000 werd het aantal inwoners vastgesteld op 19.953.
In 2006 is het aantal inwoners door het United States Census Bureau geschat op 20.382, een stijging van 429 (2,2%).

## Geografie
Volgens het United States Census Bureau beslaat de plaats een oppervlakte van
45,6 km², geheel bestaande uit land.

## Plaatsen in de nabije omgeving
De onderstaande figuur toont nabijgelegen plaatsen in een straal van 24 km rond Lexington.